# وینا آموریس
وینا آموریس (لاتین: Vena amoris؛ معنای تحت اللفظی: سیاهرگ عشق) مطابق یک باور سنتی سیاهرگی است که مستقیماً از انگشت حلقه چپ به قلب می‌رود. این نظریه در فرهنگ‌های غربی به‌عنوان یکی از دلایل قرار دادن حلقه نامزدی و/یا حلقه ازدواج در انگشت چهارم چپ یا «انگشت حلقه» ذکر شده‌است.
نخستین استفاده از جواهرات برای نشان دادن پیوندهای انسانی بیشتر زنجیر و دست‌بند بودند و سنت بعدها به‌استفاده از یک «حلقه نمادین» مبدل شد. نخستین مورد شناخته‌شده از کاربرد عبارت وینا آموریس مربوط به آثار هنری سوئین‌برن یک وکیل و حقوق‌دان کلیسایی بریتانیایی است که در حوزهٔ ازدواج هم فعالیت داشت و کتابش تحت عنوان «رساله ای دربارهٔ قراردادهای نکاح و ازدواج» در سال ۱۶۸۶ و پس از مرگش منتشر شد. در این رساله او با استناد به منابع باستانیِ نامشخصی ادعا می‌کند که این مفهوم با مصر باستان ارتباط دارد؛ اما هیچ اشاره‌ای به وینا آموریس در منابع پیشین یافت نشده‌است. ماکروبیوس، در کتاب «ساتورنالیا ۷» فصل ۱۳ (که به‌طور مشخص یک اثر داستانی است) به نوعی ارتباط بین انگشت حلقه و قلب اشاره دارد، اما در یک عبارت دیگر، به‌جای «رگ» به یک «عصب» اشاره می‌کند، و در جای دیگری، بیشتر به اهمیت جادویی آن تکیه می‌کند تا اهمیت فیزیکی انتخاب انگشت دست. شایان ذکر است، دستگاه گردش خون در آن زمان ناشناخته بود. یکی دیگر از ارجاعات اولیه - که باز هم دست راست یا چپ را مشخص نکرده - ایزیدور سویل در یکی از آثارش به نام «دربارهٔ دفاتر کلیسایی ۲۰» است که به داستانی رومی دربارهٔ اتصال [مستقیم] یک رگ به قلب اشاره می‌کند.
انتخاب چپ یا راست بودن انگشت نیز در قدیم تثبیت‌ناشده بود و تنها در سال‌های اخیر حل و فصل شد. به عنوان مثال در قرن هفدهم در انگلستان استفاده از حلقه ازدواج در انگشت شَست، امری غیرعادی نبود. گل‌ها و بریتانیایی‌ها حلقه‌های خود را در انگشت میانی می‌انداختند. به نظر می‌رسد انتخاب دست راست یا چپ نسبتاً وابسته به فرهنگ است؛ اگرچه فرهنگ‌هایی که از انگشت حلقه راست یا چپ استفاده می‌کنند، هر دو مدعی ارتباط تاریخی با وینا آموریس هستند. استفاده از حلقه‌های ازدواج و نامزدی تا قرن دوم در امپراتوری روم رایج نبود که همچنین با نسخه‌هایی از روایت‌های موجود که ادعا می‌کنند این سنت در قرن سوم قبل از میلاد به روم آورده شده‌بود، در تضاد است.
از آنجایی که منابع معتبر و مشخصی در این باره وجود ندارد، این احتمال قوی وجود دارد که این افسانه، ترکیبی از باورهای باستانی در مورد ویژگی‌های عرفانی انگشت حلقه، افسانه‌های پراکنده قدیمی و بازاریابی زیرکانه توسط صنعت جواهرسازی باشد که در گذشته ثابت کرده برای افزایش فروش حلقه ازدواج، تمایل به بهره‌برداری از اسطوره‌ها و افسانه‌ها دارد.